# Bronski Beat
Bronski Beat – brytyjski zespół wykonujący muzykę pop i new romantic, popularny w latach 80. XX w.

## Historia
Zespół powstał w Londynie latem 1983 roku. Muzycy poznali się podczas realizacji dokumentalnego projektu filmowego Framed Youth: The Revenge of the Teenage Perverts. Nazwa zespołu miała nawiązywać do Blaszanego bębenka – powieści Güntera Grassa. W pierwszym składzie zespołu występowali: Jimmy Somerville (wokalista), Larry „Lazz” Steinbachek i Steve Bronski. Na początku swojej działalności grywali w londyńskich klubach oraz jako grupa supportowa, m.in. na koncertach Tiny Turner i Eltona Johna.
W 1984 roku podpisali kontrakt z wytwórnią London Records, wówczas ukazał się ich pierwszy singel, „Smalltown Boy”. Utwór ten, poruszający temat homoseksualizmu i opowiadający o trudach życia w nietolerancyjnym społeczeństwie, stał się dużym hitem i w Wielkiej Brytanii dotarł do miejsca 3. Wysoką popularność osiągnął również drugi singel zespołu, zatytułowany „Why?”. W grudniu 1984 został wydany debiutancki album The Age of Consent, który zebrał przychylne recenzje i osiągnął sukces na listach sprzedaży. Tytuł albumu był wyrazem poparcia dla kampanii starającej się o obniżenie wieku prawnej dopuszczalności stosunków seksualnych w Wielkiej Brytanii. Duża część utworów Bronski Beat odznaczała się zaangażowanymi tekstami, w których członkowie grupy, jako zdeklarowani geje, krytykowali nietolerancję i niezrozumienie dla inności (m.in. we wspomnianych „Smalltown Boy” i „Why?”) oraz potępiali wojnę i wyścig zbrojeń („No More War”, „Junk”). Trzecim singlem z płyty była piosenka „It Ain’t Necessarily So”, a w 1985 roku na singlu pojawił się utwór „I Feel Love”, który był przeróbką wielkiego hitu Donny Summer z lat 70. W coverze tym pojawia się gościnnie Marc Almond z zespołu Soft Cell.
W czerwcu 1985, ku zaskoczeniu fanów, Jimmy Somerville zdecydował się odejść z zespołu. Na pożegnanie starego składu wydano jeszcze longplay Hundreds and Thousands, na którym znalazły się głównie remiksy i piosenki ze stron B singli. Somerville założył nową grupę – The Communards, a w zespole Bronski Beat zastąpił go w wokalu John „Jon” Foster. Pierwszym singlem nagranym w nowym składzie był „Hit That Perfect Beat”, a w maju 1986 roku ukazała się kolejna płyta Truthdare Doubledare. Nowy materiał jednak nie cieszył się taką popularnością, jak pierwsze nagrania zespołu. Po odejściu Fostera w 1987 roku, Bronski Beat jako duet rozpoczął prace nad kolejnym albumem, Out and About. Nowe kompozycje prezentowane publiczności podczas występów zebrały dobre opinie, jednak wydanie albumu nie doszło do skutku po tym, jak wytwórnia zerwała współpracę z zespołem.
Pod koniec lat 80. dołączył do grupy kolejny wokalista Jonathan Hellyer oraz Will Donaldson. W latach 1989–1991 ukazały się cztery single Bronski Beat, m.in. „Cha Cha Heels”. W roku 1994 jako główny wokalista do zespołu powrócił Foster. Nagrano wówczas w nowych wersjach dwa starsze utwory: utrzymany w klimacie techno „Why” oraz akustyczny „Smalltown Boy” dla niemieckiej wytwórni ZYX Music. Rok później Johna Fostera jako wokalistę ponownie zastąpił Hellyer i w takim składzie nagrano kolejny, długo oczekiwany studyjny album Rainbow Nation. Nie odniósł on spodziewanego sukcesu i jeszcze w tym samym roku ostatecznie rozwiązano Bronski Beat. Stenbachek i Bronski, którzy tworzyli grupę od samego początku jej istnienia, zajęli się własnymi projektami muzycznymi.

## Skład zespołu
- Jimmy Somerville – wokal (1983-1985)
- Steve Bronski – keyboard, perkusja, gitara (1983-1995)
- Larry Steinbachek – keyboard (1983-1995)
- John Foster – wokal (1985-1987, 1994)
- Jonathan Hellyer – wokal (1989-1991, 1995)
- Will Donaldson
- Marcellus Vladmor – muzyk sesyjny

## Dyskografia

### Albumy
- 1984: The Age of Consent
- 1985: Hundreds & Thousands
- 1986: Truthdare Doubledare
- 1993: EP Sampler
- 1995: Rainbownation
- 2002: The Essentials
- 2002: The Very Best of Jimmy Somerville, Bronski Beat & The Communards

### Single
- 1984: „Smalltown Boy”
- 1984: „Why?”
- 1984: „It Ain’t Necessarily So”
- 1985: „I Feel Love” (z Marckiem Almondem)
- 1985: „Run For Love”
- 1986: „Hit That Perfect Beat”
- 1986: „C’mon C’mon”
- 1989: „Cha Cha Heels” (z Earthą Kitt)
- 1990: „I’m Gonna Run Away From You”
- 1990: „One More Chance”
- 1991: „What More Can I Say”
- 1994: „Smalltown Boy '94"
- 1995: „Why '95"
- 1995: „Kickin’ Up the Rain”
- 1995: „I Luv the Nightlife”